# Treasure Island Dizzy
Treasure Island Dizzy is een computerspel uit 1988. Het spel werd ontwikkeld en uitgegeven door Codemasters. Een eiland is bezet door slechte piraten. De speler speelt een kleine ei en moet het eiland bevrijden door allerlei problemen en puzzels op te lossen.

## Platforms
- Amiga (1989)
- Amstrad CPC (1989)
- Atari ST (1989)
- Commodore 64 (1989)
- ZX Spectrum (1988)

## Ontvangst
| Beoordeeld door | Jaar | Platform | Score |
| --------------- | ---- | -------- | ----- |
| ST Format       | 1990 | Atari ST | 82%   |
| Génération 4    | 1990 | Amiga    | 74%   |
| Amiga Joker     | 1990 | Amiga    | 71%   |